# Alexandre Pilat
Alexandre Pilat (ur. 20 kwietnia 1989 r. w Saint-Priest-en-Jarez) – francuski wioślarz.

## Osiągnięcia
- Mistrzostwa Świata U-23 – Račice 2009 – czwórka podwójna wagi lekkiej – 4. miejsce[1].
- Mistrzostwa Świata U-23 – Brześć 2010 – jedynka wagi lekkiej – 4. miejsce[1].
- Mistrzostwa Europy – Montemor-o-Velho 2010 – czwórka podwójna wagi lekkiej – 3. miejsce[1].